# Tha-anne River
Tha-anne River ist ein etwa 180 km langer Fluss im kanadischen Territorium Nunavut.
Der Fluss bildet den Abfluss des South Henik Lake. Er durchfließt den Roseblade Lake, nimmt anschließend den aus Nordwesten kommenden Kognak River auf. Der Tha-anne River fließt in südöstlicher Richtung zur Hudson Bay. Dabei durchfließt er die Seen Thaolintoa Lake, Thuchonilini Lake und Hyde Lake. Die Mündungen des Tha-anne River und des südlicher verlaufenden Thlewiaza River liegen lediglich 5 km voneinander entfernt.